# Schifferstadt (stacja kolejowa)
Schifferstadt (niem.: Bahnhof Schifferstadt) – stacja kolejowa w Schifferstadt, w kraju związkowym Nadrenia-Palatynat, w Niemczech. Obecnie jest jedyną stacją w mieście, ale w trakcie realizacji jest nowy przystanek Frankenthal Süd, będący częścią systemu S-Bahn Rhein-Neckar. Stacja znajduje się w obszarze stowarzyszenia transportu Verkehrsverbund Rhein-Neckar (VRN) i należy do strefy taryfowej 123. Budynek dworca jest uznany za zabytek kultury.
Stacja została otwarta 11 czerwca 1847. W tym dniu, linia Ludwigshafen-Neustadt Pfälzische Ludwigsbahn i jednocześnie linia do Spiry zostały otwarte. Dwa lata później linię przedłużono do Bexbach. Trasa ze Spiry została wydłużona w 1864 do Germersheim i w 1876 do Wörth. Ludwigsbahn później zmieniła się w linię Mannheim – Saarbrücken, a Schifferstadt pozostało najważniejszą stacją kolejową między Ludwigshafen i Neustadt.
Według klasyfikacji Deutsche Bahn, stacja posiada kategorię 3.
Wraz z otwarciem S-Bahn Rhein-Neckar, stacja stała się węzłem sieci S-Bahn, z liniami S1 i S2 (w kierunku Kaiserslautern) i S3 i S4 (do Germersheim). Wieczorem stacja Schifferstadt jest również stacją końcową dla niektórych pociągów S-Bahn.

## Infrastruktura
Oryginalny budynek dworca, który po II wojnie światowej był przestarzały, został rozebrany w 1964 roku i zastąpiony zwykłym prostym budynkiem.
Stacja posiada nastawnię, kasy i kiosk. Na terenie stacji znajdują się również budki telefoniczne, parking rowerowy oraz parking P+R. Obok dworca znajduje się również posterunek policji Nadrenii-Palatynat.
Stacja posiada peron jednokrawędziowy przy głównym budynku dworca i jeden peron wyspowy. Ponadto istnieją trzy dodatkowe tory, które umożliwiają wyprzedzanie wolniejszych pociągów. Perony wyposażone są w wiaty peronowe, a komunikację między peronami umożliwia przejście podziemne.

## Linie kolejowe
- Mannheim – Saarbrücken
- Schifferstadt – Wörth